# Духовников, Сергей Фридрихович
Сергей Фридрихович Духовников (род. 2 июня 1955) — советский футболист, нападающий. Тренер.

## Биография
Жил в третьем поселке ГЭС Иркутска, занимался в клубе «Молния» у Виктора Максимова. С 13 лет — в футбольной школе «Труд», тренер Александр Веденеев. Начинал играть на позиции центрального защитника, затем был переведён в нападение. Привлекался в юношескую сборную СССР, которой руководил Сергей Мосягин, но на поле не выходил.
В 1972 году дебютировал во второй лиге первенства СССР в составе команды «Аэрофлот» Иркутск. В 1974 году в рамках армейской службы стал играть за СКА Хабаровск. В 1975 году перешёл в СКА Ростов-на-Дону.
В матче с дублем московского «Спартака» получил тяжёлую травму — деформирующий артроз голеностопа, в результате чего всю жизнь играл через боль. В 1976 году вернулся в иркутскую команду. В 1979 году перешёл в команду первой лиги «Кузбасс» Кемерово, в 1982—1984 годах вновь играл за «Звезду» Иркутск.
Закончив играть, работал преподавателем в политехническом институте, но 1986 год отыграл в составе «Атлантики» Севастополь.
Окончил Иркутский техникум физической культуры (1978). Тренер-преподаватель по футболу в ДЮСШ № 7 Иркутска. Среди воспитанников — Роман Зобнин.